# Shi Liangcai

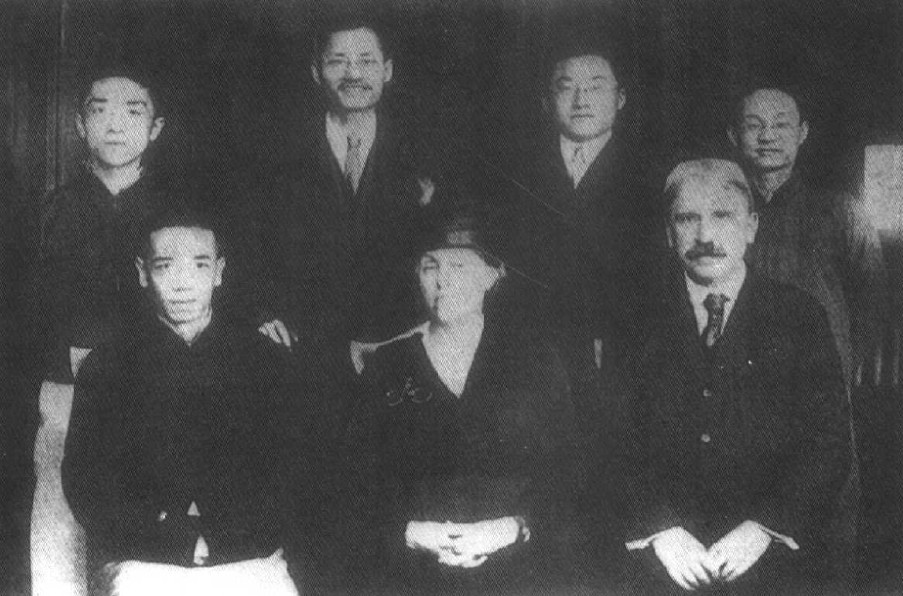
Shi Liangcai (en bas à gauche) avec John Dewey (en bas à droite) et sa femme Alice. Debout en arrière-plan se trouvent (de gauche à droite) : Hu Shi, Jiang Menglin, Tao Xingzhi et Zhang Zuoping. Photo prise à Shanghai en 1919.

Shi Liangcai (史量才, 2 janvier 1880 - 13 novembre 1934) est un journaliste chinois connu pour avoir dirigé le journal Shen Bao et pour son assassinat sur l'ordre de Tchang Kaï-chek.

## Biographie
Shi est né dans le district de Qingpu à Shanghai. Il étudie à l'école de sériciculture à Hangzhou et fonde en 1904 une école de sériciculture pour femmes à Shanghai, (en 1912, l'école se déplace à Hushuguan, à quelques kilomètres au Nord-Ouest de Suzhou). Il vit dans une belle villa au 257, rue Tongren à Shanghai de 1904 à sa mort.
Avec des journalistes du journal Shibao (« Époque orientale »), le « journal le plus diffusé dans la région de Shanghai » en 1909, Shi est un visiteur régulier d'« une association appelée Xilou (« Lieu de repos »), que le Shibao parraine et où l'on discute des réformes de la fin des Qing ». Quand il reprend le Shen Bao en 1912, il poursuit son orientation libérale, tout en commençant une carrière de magnat de la presse, et rachète en grande partie en 1927 le Shishi et le Xinwen. Il élargit également ses activités en investissant dans les textiles de coton.
Il est le chef du tongxianghui (« Association de la place native ») du Jiangning jusqu'à sa mort, ainsi que d'autres associations qui « servent souvent de refuges et de ressources aux militants anti-japonais », et il n'a pas officiellement organisé de réunion de 1928 à 1933 pour éviter d'avoir à se conformer à l'oppression du règlement du Kuomintang. « Dans les années 1930, Shi est un fervent partisan de l'Alliance de défense des droits de l'homme établi par Madame Song Qingling, la seconde épouse du chef révolutionnaire Sun Yat-sen, avec Cai Yuanpei et Lu Xun ». Il « reste à l'écart des débuts de l'Association du salut national anti-japonais fondée en juillet 1931 par le Kuomintang et la Chambre de commerce auxiliaire, mais après l'incident de Mukden en septembre, il s'implique davantage, et en janvier 1932, il « offre ses services de directeur non-partisan à une nouvelle association anti-japonaise et utilise son journal Shenpao ».
Réputé pour son courage, il répond à ses ennemis politiques par le dicton : « Vous avez un fusil. J'ai un stylo ». Son opposition au pouvoir aura cependant de fatales conséquences :

« Shi Liangcai s'est attiré la colère de Tchang par ses condamnations dans son journal de l'assassinat de Yang Xingfo par le gouvernement, pour son soutien public à la résistance contre l'agression japonaise, et pour sa vive opposition à la répression contre les étudiants et les universités orchestrée par le ministre de l'Éducation Zhu Jiahua. La conjonction de toutes ces causes, et particulièrement pour le lien que fait le Shen Bao entre la persécution des partisans libéraux des droits de l'homme et l'apaisement apparent des Japonais, constitue une provocation directe pour Tchang Kaï-chek. En 1933, en conséquence, Tchang ordonne à Dai Li de préparer l'assassinat de Shi, qui est alors l'un des personnages publics les plus importants de Shanghai en tant que chef du conseil municipal. Dai Li prévoit d'abord d'assassiner Shi à Shanghai, mais l'éditeur vit dans la concession internationale de Shanghai où la protection policière est difficile à contourner... Le 13 novembre 1934, Shi Liangcai et sa famille rentrent de vacances et reprennent la route de Shanghai en voiture. Shi — sa femme Shen Qiushui, son fils Shi Yonggeng, sa nièce Shen Lijuan, et le camarade de classe de son fils Deng Zuxun — prennent l'autoroute Hu-Hang. Lorsque la voiture approche de Boai zhen, près du port de Wenjia à Haining, elle tombe sur une autre voiture qui leur barre la route. Tandis que le chauffeur de Shi ralenti, les portes de l'autre voiture s'ouvre et les assassins descendent armes au poing. Dans la première rafale de balles, le chauffeur et le camarade de son fils sont tués. Les autres occupants essayent de s'enfuir en passant par le champ voisin. Madame Shi est touchée et tombe blessée, tout comme sa nièce Shen Lijuan. Shi Yonggeng, le fils, réussi à se mettre en sécurité. Mais Shi Liangcai est tué sur les lieux, et son corps est jeté dans une citerne vide. »

L'assassinat provoque un tollé public énorme - tous les membres du conseil municipal démissionne en signe de protestation — et le gouverneur de la province du Zhejiang, Lu Diping, est même forcé de quitter sa fonction.